# Antikythera

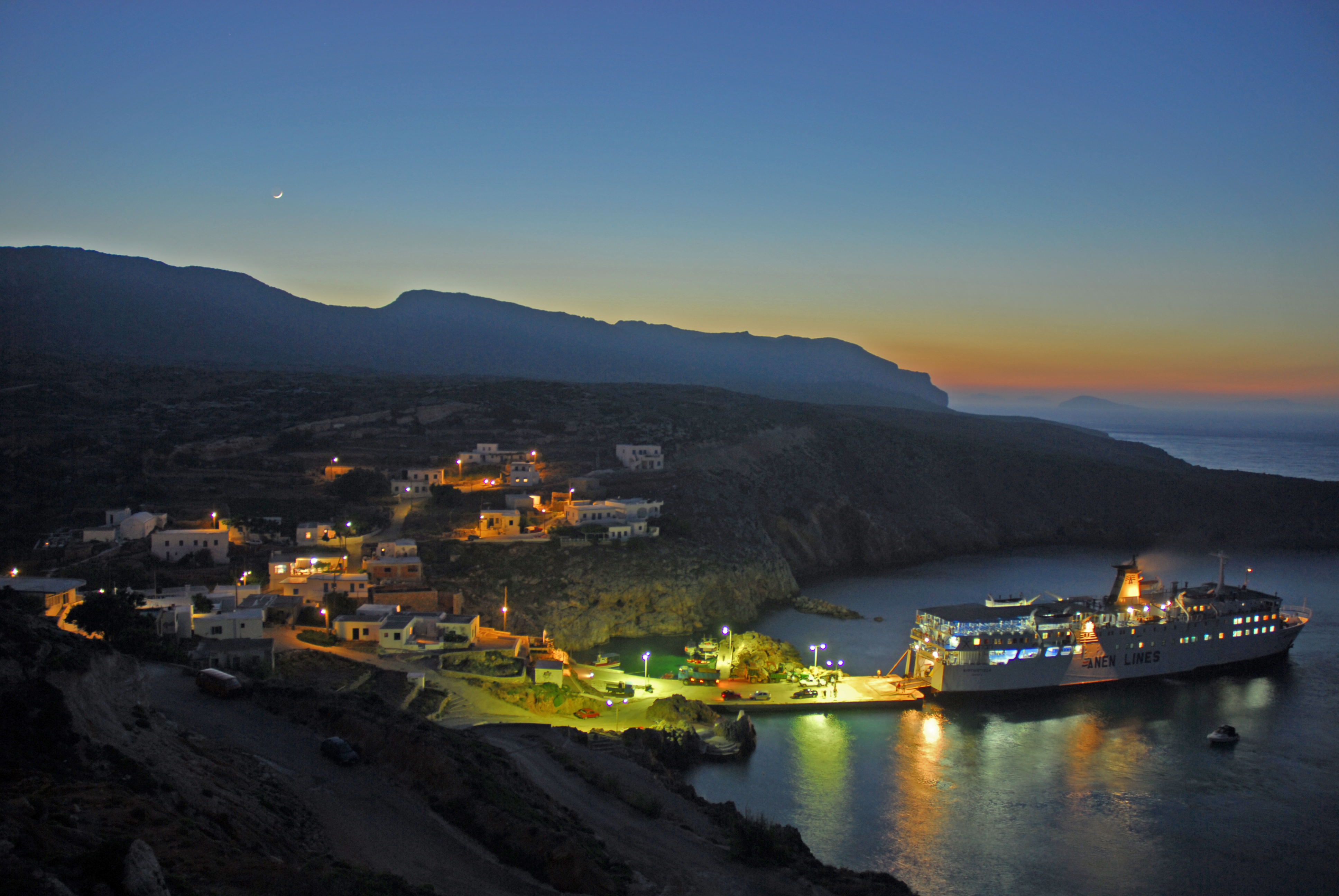
Hamnen i Potamos.

Antikythera, Andikíthira, (grekiska: Αντικύθηρα) är en ö i Grekland 38 km söder om Kythera, mellan Peloponnesos och Kretas västra udde. Ca 20 km². Den brukar räknas in bland de Saroniska öarna.
Ön är kanske mest känd för den märkliga "Antikytheramekanismen".